# Rosa Plaveva
Rosa Plaveva, rozená Varnalieva, (1878 Veles – 1970 Bělehrad) byla osmanská a jugoslávská socialistka a sufražetka.

## Život
Rosa Plaveva se narodila v roce 1878 ve městě Köprülü v Osmanské říši (dnešní Veles v Severní Makedonii) do bohaté rodiny. Navštěvovala odbornou školu a stala se švadlenou. Provdala se za Iliju Plaveva okolo roku 1903 a společně měli dceru a syna. Rosa zemřela v Bělehradě v Jugoslávii (dnes Srbsko) v roce 1970.

## Aktivity
V roce 1900 vstoupila do Makedonsko-Adrianopolské Sociální Demokratické Strany, odnože Bulharské Pracovní Sociální Demokratické Strany, kterou založil Vasil Glavinov v Sofii. V roce 1909 organizovala setkání ve svém domě a po Mladoturecké revoluci v roce 1908 začala bojovat za práva žen. Inspirována Ilindensko-preobraženským povstáním v roce 1903 se také snažila o nezávislost Makedonie. Spolu se svým manželem založila Sociálně-demokratickou organizaci ve Skopje. Po občanské válce v Srbsku byla Vardarská Makedonie připojena k jeho území po skončení první světové války. V té době získaly ženy stejná práva jako mají děti. V roce 1920 založila Rosa ve Skopje organizaci pro socialistické ženy a v roce 1919 se stala jednou ze zakladatelů komunistické strany Jugoslávie.